# Santa Cecilia (Eboli)
Santa Cecilia is een plaats (frazione) in de Italiaanse gemeente Eboli.